# Министерство промышленности Республики Беларусь
Министерство промышленности Республики Беларусь (Минпром; бел. Міністэрства прамысловасці Рэспублікі Беларусь) — республиканский орган государственного управления, содействующий эффективной работе промышленных предприятий государственной и смешанной формы собственности, разрабатывающий прогнозы развития промышленности, участвующий в разработке и реализации программ развития приоритетных отраслей промышленности и развивающий внешнеторговую деятельность государственных организаций и хозяйственных обществ.

## История
До 1991 года управление промышленностью БССР осуществлялось целым рядом специализированных республиканских (министерства пищевой, лёгкой, местной, лесной, текстильной, топливной, мясной и молочной промышленности и др.) и союзных министерств и ведомств. 20 февраля 1991 года был создан Государственный комитет БССР по промышленности и межотраслевым производствам. 19 сентября 1991 года он был переименован в Государственный комитет Республики Беларусь по промышленности и межотраслевым производствам. Указом Президента Республики Беларусь от 23 сентября 1994 года № 122 госкомитет был преобразован в Министерство промышленности Республики Беларусь. Действующее Положение о министерстве было утверждено 31 июля 2006 года.

## Структура
В структуре центрального аппарата Минпрома находятся 1 главное управление, 10 управлений, 2 самостоятельных отдела и 2 сектора:
- Главное управление внешнеэкономических связей;
- Управление автомобильного машиностроения и металлургии;
- Управление сельскохозяйственного машиностроения;
- Управление имущественных отношений;
- Управление экономики и финансов;
- Управление инвестиций и энергоресурсов;
- Научно-техническое управление;
- Управление электроники и приборостроения, электротехнической, оптико-механической и станкоинструментальной промышленности;
- Управление бухгалтерского учёта и методологии;
- Управление информатизации, контроля и организационного обеспечения;
- Отдел труда и социальной политики;
- Отдел качества и сервисного обслуживания;
- Управление кадровой политики;
- Сектор режимно-секретной деятельности и мобилизационной подготовки;
- Юридический сектор.

Кроме того, министерству подчиняется несколько десятков предприятий в сфере машиностроения, станкостроения, электроники и металлургии, крупнейшие из которых — холдинги «БелАвтоМАЗ», «БелАЗ-Холдинг», «МТЗ», «Минский моторный завод», «Амкодор», «БМК», «Автокомпоненты», «Планар», «Горизонт», «Интеграл», «Гомсельмаш», «Бобруйскагромаш» и ряд самостоятельных предприятий.
Государственные предприятия нефтехимической, лёгкой, пищевой и деревообрабатывающей промышленности находятся в составе концернов, подчинённых напрямую Совету Министров.

## Руководство
- Министр: Александр Владимирович Ефимов
- Первый заместитель Министра: Огородников Александр Сергеевич
- Заместители Министра: Козлов Алексей Александрович, Кузнецов Андрей Евгеньевич, Харитончик Дмитрий Иванович

Прежнее руководство
- Владимир Иванович Куренков (1994—1996)
- Анатолий Дмитриевич Харлап (1996—2006)
- Анатолий Максимович Русецкий (2003—2009)
- Александр Михайлович Радевич (2009—2011)
- Дмитрий Степанович Катеринич (2011—2014)
- Виталий Михайлович Вовк (2014—2018)
- Павел Владимирович Утюпин (2018—2020)
- Пётр Александрович Пархомчик (2020—2022)
- Александр Николаевич Рогожник (2022—2024)